# Erradupizir
Erradupizir (vagy Eridupizir, Erridupizir, Erridupizzir) a gutik uralkodója, Enridapizzir fia, mintegy 60–80 évvel az első ismert guti fejedelem, Zarlak után. Fennmaradt nippuri feliratainak stílusa – titulusa „a gutik királya, a négy égtáj ura” – arra utal, hogy Narám-Szín kortársa lehetett, annak késői periódusában, a középső kronológia szerint az i. e. 23. század vége felé. E feliratokban a hegyi népek ellen vezetett hadjáratairól számol be a nyugati Zagroszban, többek közt a lullubiak lázadásáról. Ez ismét arra utal, hogy a gutik törzsterülete nem a mai Kurdisztán környékén volt. Az Akkád Birodalom északi határain egy erős törzsszövetség kezdett alakulni, amely már a következő nemzedék alatt megdöntötte a birodalom hatalmát. Egyes források úgy értelmezhetők, hogy ezt a támadást még Erradupizir vezette.
Halála után 3–5 évig nem volt guti uralkodó, vagy nem maradt fenn a neve. Az interregnum után Imta követte.